# 单行道

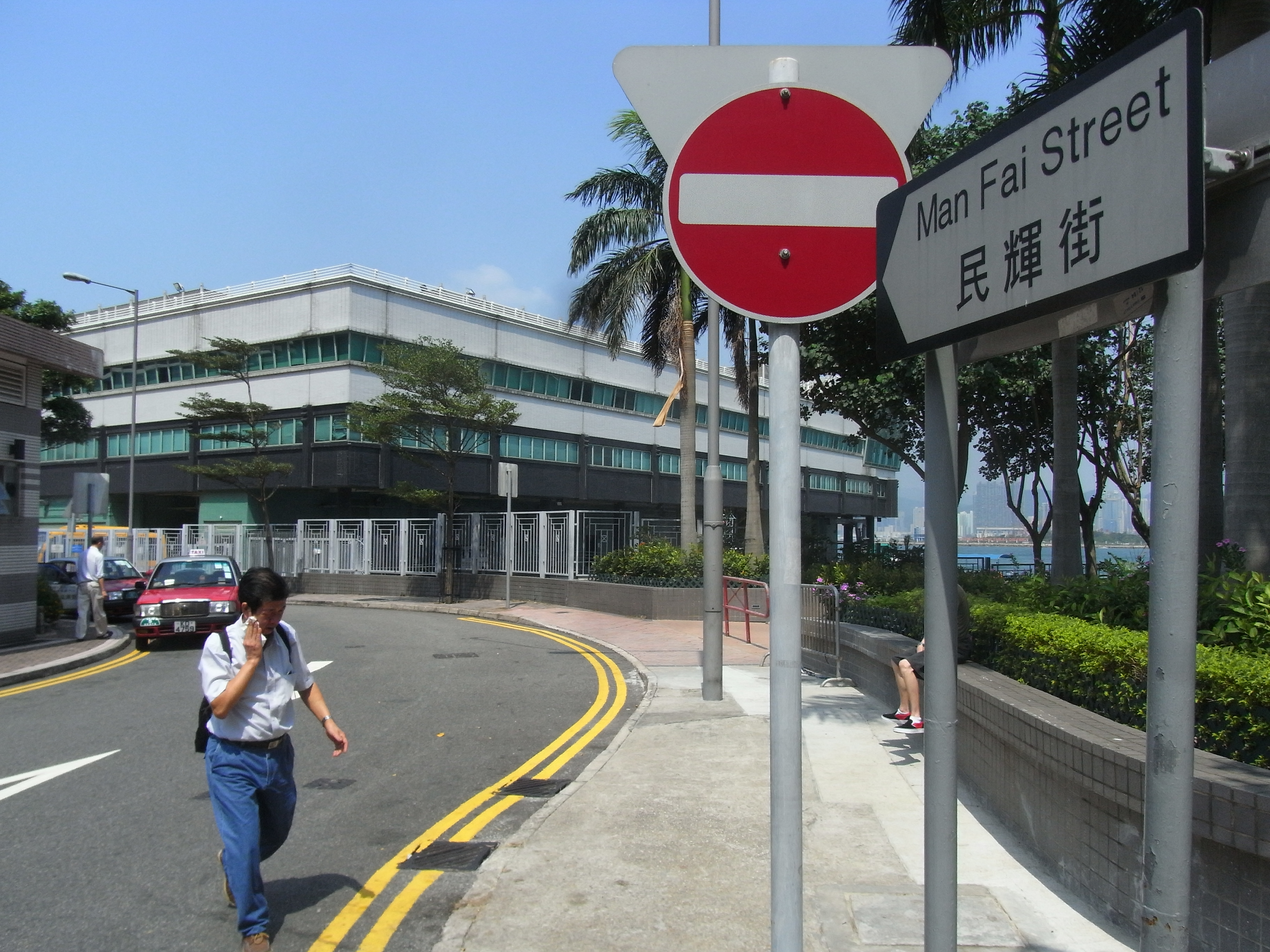
單行道，反方向不許進入

單行道又称单行线、單程路，指一条所有车道都只能往一个方向行驶、不得逆行的道路。单行道和绿波控制带等交通管制措施结合以后可以极大的提高道路的通行速度。但是单行道也需要有时绕路，对不熟悉路线的驾驶员造成困难，故旁邊有時會設路牌有助公眾了解使用。

## 交通標誌

### 方向指示標誌
單行道的開端會設立方向指示標誌來指示該單行道的行車方向，又或在三岔路口設立方向指示標誌來指示主車道的行車方向。

有些國家，例如德國，會在單行道交通標誌上寫上（Einbahnstraße 意思為「單行道」）
加拿大
香港
美國
美國

### 不准駛入標誌
在車道的末端會設立不准駛入的禁止標誌。

不准駛入標誌

#### 符號編碼
不准進入符號編碼記載於雜項符號。
- U+26D4 ⛔ NO ENTRY

## 参見
- 交通管制